# Richard Backus
Richard Backus (Hillsborough (New Hampshire), 28 maart 1945) is een Amerikaans televisie- en theateracteur en scenarioschrijver.

## Biografie
Backus heeft gestudeerd aan de Harvard-universiteit in Cambridge (Massachusetts). 
Backus begon met acteren in het theater, hij maakte zijn debuut in 1969 als understudy in het toneelstuk Butterflies Are Free. In 1971 mocht hij zelf optreden in het toneelstuk en sindsdien speelde hij in meerdere rollen op Broadway als op off-Broadway. 
Backus begon in 1972 met acteren op televisie met de film Dead of Night. Hierna heeft hij nog meerdere rollen gespeeld in films en televisieseries zoals Another World (1978-1979), Ryan's Hope (1980-1981), Remington Steele (1983-1984) en Law & Order (1992). In 1992 heeft hij voor het laatst geacteerd op televisie.
Backus is de laatste jaren actief als scenarioschrijver, zo heeft hij in 2007 een aflevering geschreven voor de televisieserie Days of Our Lives, in 2003 en 2004 heeft hij twee afleveringen voor One Life to Live geschreven en in de jaren 1989 tot en met 1994 heeft hij elf afleveringen geschreven voor As the World Turns.
Backus is op 27 januari 1985 getrouwd.

## Prijzen[3]

### Daytime Emmy Awards
- 2002 in de categorie Uitstekende Schrijversteam voor een Drama Serie met de televisieserie One Life to Live – genomineerd.
- 1996 in de categorie Uitstekende Schrijversteam voor een Drama Serie met de televisieserie One Life to Live – genomineerd.
- 1993 in de categorie Uitstekende Schrijversteam voor een Drama Serie met de televisieserie As the World Turns – genomineerd.
- 1991 in de categorie Uitstekende Schrijversteam voor een Drama Serie met de televisieserie As the World Turns – genomineerd.
- 1981 in de categorie Uitstekende Acteur in een Bijrol in een Drama Serie met de televisieserie Ryan's Hope – genomineerd.

### Writers Guild of America Award
- 2004 in de categorie WGA Award (TV) met de televisieserie One Life to Live – genomineerd.

## Filmografie[4]

### Films
- 1984 Flight 90: Disaster on the Potomac – als Larry Nichols
- 1984 Why Me? – als dokter
- 1983 M.A.D.D.:Mothers Against Drunk Drivers – als Dr. Schumwaith
- 1982 Camelot – als Mordred
- 1981 The Gentleman Bandit – als minister van justitie
- 1980 The First Deadly Sin – als Walt Ashman
- 1977 Soldier's Home – als Harold Krebs
- 1972 Dead of Night – als Andy Brooks

### Televisieseries
- 1992 Law & Order – als Hamilton Burns Jr. – 1 afl.
- 1987 Spenser: For Hire – als Alfred Devon jr. / John Thomas – 2 afl.
- 1986 Crime Story – als officier van Las Vegas – 1 afl.
- 1986 Kay O'Brien – als Carl Stark – 1 afl.
- 1983 – 1984 Remington Steele – als Chip Carstairs / Eddie Howell – 2 afl.
- 1983 Bare Essence – als Alan – 9 afl.
- 1980 – 1981 Ryan's Hope – als Barry Ryan – 152 afl.
- 1978 – 1979 Another World – als Ted Bancroft - ? afl.
- 1977 – 1978 Lovers and Friends/For Richer, for Poorer – als Jason Saxton - ? afl.
- 1975 – 1976 Great Performances – als Richard Miller / Robert Mayo – 2 afl.

## Theaterwerk

### Broadway[5]
- 1986 – 1987 You Never Can Tell – als Mr. Bohun
- 1981 – 1982 Camelot – als Modred
- 1975 Ah, Wilderness! – als Richard Miller
- 1972 Promenade, All! – als Willie / Wesley / Walter / Wendall
- 1969 – 1972 Butterflies Are Free – als Don Baker / Ralph Austin

### Off-Broadway[6]
- Love Letters – als Andrew Makepeace Lad III
- Bunker Reveries – als Alan
- Tomorrow's Monday – als Richard Allen
- Talley & Son – als Harley Campbell
- ''Henry V – als Constable
- Sorrows of Stephen – als William

- Biblioteca Nacional de España: XX4778537
- International Standard Name Identifier: 0000 0003 8173 5553
- Library of Congress Control Number: no97023384
- Nationale Bibliotheek van Israël: 987007455465605171
- SNAC: w6847rbx
- Virtual International Authority File: 262249174
- WorldCat: E39PBJy8wPvkGKcbbd9FbwB3wC